# Non mi avete fatto niente
Chansons ayant remporté le Festival de Sanremo et chansons représentant l'Italie au Concours Eurovision de la chanson
Occidentali's Karma
(2017) Soldi
(2019)
Non mi avete fatto niente (en français : Vous ne m'avez rien fait) est une chanson interprétée par les chanteurs italiens Ermal Meta et Fabrizio Moro. 
Après avoir remporté le Festival de Sanremo 2018, la chanson représente l'Italie lors du Concours Eurovision de la chanson 2018 où elle termine 5e de la finale et 3e si on tient compte uniquement du vote du public.

## Histoire
La chanson est inspirée de l'attentat du 22 mai 2017 à Manchester bien que le refrain écrit par Andrea Febo ait déjà été employé pour la chanson « Silenzio » chantée en 2016 lors du Festival de Sanremo 2016. Non mi avete fatto niente aborde aussi le terrorisme, ou plutôt celui de la résilience face au terrorisme. En plus de ceux de Barcelone, de Londres et du Caire, les paroles du premier couplet évoquent les attentats de Paris de 2015 et celui de Nice : « En France, il y a un concert, les gens s’amusent. Quelqu’un chante fort, quelqu’un hurle à la mort. […] à Nice, la mer est rouge de feux et de honte, de gens sur l’asphalte, de sang dans le caniveau ». Le 9 février, dans le cadre du Festival de Sanremo 2018, le duo interprète le titre après qu’un poète récite, en italien, le message intitulé « Vous n’aurez pas ma haine » écrit par le journaliste parisien Antoine Leiris, apprenant la mort de sa femme lors de l’attentat au Bataclan. « Un grand moment d’émotion qui dépassait clairement l’enjeu du concours de variétés ».
La chanson sort le 7 février 2018 en téléchargement comme un single des deux albums respectifs des deux artistes : Non abbiamo armi et Parole rumori e anni. Elle remporte le Festival de Sanremo 2018 le 11 février 2018 et représente l'Italie au Concours Eurovision de la chanson 2018.
Pendant le festival de Sanremo où elle est interprétée pour la première fois, les paroles du refrain s'étant clairement inspirées d'une précédente chanson écrite par Fabrizio Moro et Andrea Febo de 2016 et présentée en compétition au festival de Sanremo de 2016, les médias soulignent un possible plagiat et la chanson est suspendue pendant une journée, le temps que la direction du festival la réadmette en compétition. Elle était considérée par la critique unanime comme la chanson favorite dès le début et remporte la compétition sur ses deux suivants, avec plus de 50 % des voix des votants (televoto).